# Oxystylis lutea
Oxystylis lutea är en paradisblomsterväxtart som beskrevs av John Torrey och Frem. Oxystylis lutea ingår i släktet Oxystylis och familjen paradisblomsterväxter. Inga underarter finns listade i Catalogue of Life.

## Bildgalleri

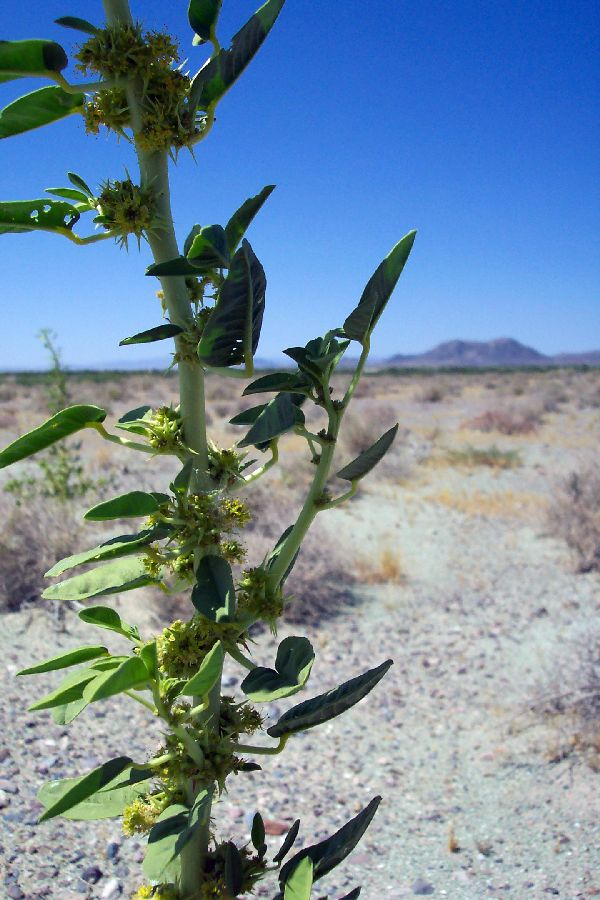